# Бужор-Ходаије (Муреш)
Бужор-Ходаије (рум. Bujor-Hodaie) насеље је у Румунији у округу Муреш у општини Зау Де Кампије. Oпштина се налази на надморској висини од 319 m.

## Становништво
Према подацима из 2002. године у насељу је живело 50 становника.

### Попис2002.
| Расподела становништва по националности 2002.‍ | Расподела становништва по националности 2002.‍ | Расподела становништва по националности 2002.‍ | Расподела становништва по националности 2002.‍ | Расподела становништва по националности 2002.‍ |
| --------------------------------------------- | --------------------------------------------- | --------------------------------------------- | --------------------------------------------- | --------------------------------------------- |
|                                               |                                               |                                               |                                               |                                               |
| Румуни                                        | Румуни                                        |                                               | 22                                            | 44,0%                                         |
| Роми                                          | Роми                                          |                                               | 28                                            | 56,0%                                         |